# Nijō In no Sanuki
Nijō In no Sanuki (二条院讃岐, [[[1141]]? - 1217] Erro: {{japonês}}: texto da transliteração contém caractere não latino (pos 20) (ajuda)) foi uma poetisa japonesa que viveu no final do Período Heian e início do Período Kamakura. Também conhecida como Nai Sanuki (内讃岐?) ou Chūgū Sanuki (中宮讃岐?). Seu pai foi Minamoto no Yorimasa. 
Foi empregada do Imperador Nijō (Nijō In), e após a morte deste, em 1165, casou-se com Fujiwara no Shigeyori. Também durante este período tornou-se uma poetisa popular do waka com a obra Kasen Rakugaki ((歌仙落書?). Em 1190, voltou a ser empregada, da Imperatriz (Chūgū) Kujō Ninshi de Gishū Mon In, esposa do Imperador Go-Toba, mas depois renunciou como empregada e em 1196 se converteu em uma freira budista.
Esteve em vários círculos poéticos do Imperador Go-Toba e do Imperador Juntoku e participou de vários concursos de waka. Fez sua coleção pessoal de poemas, o Nijō In no Sanuki-shū (二条院讃岐集?). Um de seus poemas está incluído na lista antológica Hyakunin Isshu. Também alguns de seus poemas foram inclusos na antologia imperial Senzai Wakashū.
Por seus feitos foi considerada para fazer parte do Nyōbō Sanjūrokkasen (女房三十六歌仙, as trinta e seis grandes poetisas), relacionadas no período Kamakura, refere-se a versão feminina dos Trinta e seis Imortais da Poesia . 

## Relações externas
- Poemas de Nijō In no Sanuki (em japonês)
- Resenha de Nijō In no Sanuki (em inglês)